# Minichamps
Minichamps — немецкий производитель масштабных моделей автомобилей. Является одним из лидеров по производству масштабных автомоделей, разработав за время своего существования  более 12 тысяч различных наименований модельной продукции. Уровень годового производства компании составляет около 3 миллионов единиц. Начиная с 1990 года немецкий миниавтогигант выпустил свыше 30 миллионов моделей. Сегодня на долю Minichamps приходится 60% мирового рынка моделей в масштабе 1:43.
Производство компании находится в Китае.

## История
Компания  была основана в 1990 году в немецком городе Ахен. Изначально она была названа «Paul's Model Art GmbH» в честь своего основателя Пауля Ланга. Первой масштабной моделью, выпущенной Minichamps, стала Audi V8 с фигуркой автогонщика Ханса-Йоахима Штука, победителя чемпионата DTM 1990 года. В 1996 году компания «Paul's Model Art GmbH» была переименована  в «Minichamps GmbH».

## Современность
Компания в основном выпускает модели в масштабе 1:43, однако большую ценность для коллекционеров представляет небольшая линия «МикроЧампс», созданная в масштабе 1:64. Данная модельная линия была посвящена Михаэлю Шумахеру и команде Формулы-1 «Макларен». Все модели «МикроЧампс» были распроданы по одному экземпляру в разные страны мира. 
На сегодняшний день компания является одним из крупнейших производителей масштабных моделей автомобилей. Minichamps сотрудничает со всеми основными игроками на мировом авторынке, выпуская масштабные модели, как легендарных автомобилей прошлого, так и последних новинок. Наибольшей популярностью продукция компании пользуется в США и Канаде. С недавних пор Minichamps начал завоевывать и российский рынок.